# Erythronium montanum
Erythronium montanum là một loài thực vật có hoa trong họ Liliaceae. Loài này được S.Watson miêu tả khoa học đầu tiên năm 1891.